# ویلیام رید (ناشر)
ویلیام رید (انگلیسی: William Reed؛ ‏ ۱۸۳۰ – ۱۹۲۰) کوچک‌ترین پسر یک کشاورز اهل یورک‌شر انگلستان بود که در سال ۱۸۶۲ یک شرکت انتشاراتی را به نام خودش بنیان نهاد. ویلیام رید در سال‌های اولیه زندگی حرفه‌ای خود به عنوان یک تاجر شکر کار می‌کرد، که بعداً الهام بخش نشر نخستین مجله او گروسر شد. با رشد بازار نشریات دانشگاهی که در آن زمان اتفاق افتاد، ویلیام تصمیم گرفت شرکت نشر مخصوص به خود را تأسیس کند. او با تجربه خود در تجارت کشاورزی، مجله گروسر را در سال ۱۸۶۲ تأسیس کرد که امروز پس از ۱۵۰ سال هنوز پیشگام حوزهٔ تخصصی فعالیت خود (بقالی) است.